# Uomo al piano zero
Uomo al piano zero è un romanzo di fantascienza del 1971 dello scrittore irlandese Bob Shaw, pubblicato inizialmente con il titolo Ground Zero Man, poi rivisitato ed ampliato nel 1985 con il titolo The Peace Machine.

## Trama
Lucas Hutchman lavora per un progetto missilistico del Regno Unito. Scoperto un metodo per attivare contemporaneamente tutte le testate atomiche, decide di mandare un ultimatum a tutti i governi: lascia una settimana di tempo dopo di che le farà esplodere tutte quante.
In lite con la moglie gelosissima, e inseguito dalla polizia e dai servizi segreti, riuscirà nel suo intento, solo per scoprire di aver fatto detonare le testate in volo e che da quel momento in poi le bombe nucleari saranno più complesse, per evitare di cadere sotto gli impulsi della macchina da lui creata.

## Edizioni
Il romanzo fu pubblicato nel luglio 1972 nel numero 596 della collana Urania e nel giugno 1983 nel numero 75 della collana Classici Fantascienza della Mondadori. 
La copertine delle due edizioni sono di Karel Thole.
- Bob Shaw, Ground Zero Man, Avon Books, 1971.

- Bob Shaw, The Peace Machine, pp.160, Gollancz, 1985.

- Bob Shaw, Uomo al piano zero, collana Urania n° 730, Arnoldo Mondadori Editore, 1972.

- Bob Shaw, Uomo al piano zero, traduzione di Bianca Russo, collana Classici Fantascienza n° 75, Arnoldo Mondadori Editore, 1983,  p. 168.